# Piotr Zwierzchowski (filmoznawca)
Piotr Zwierzchowski (ur. 1972) – polski filolog, filmoznawca.

## Życiorys
Zajmuje się historią filmu polskiego, kulturą stalinowską oraz kulturą popularną.
Pracuje w Instytucie Filologii Polskiej Uniwersytetu Kazimierza Wielkiego w Bydgoszczy (doktor habilitowany) oraz na Wydziale Kulturoznawstwa i Filologii w Szkole Wyższej Psychologii Społecznej w Warszawie.
Redaktor naczelny pisma Blok. Międzynarodowe Pismo Poświęcone Kulturze Stalinowskiej i Poststalinowskiej.
Został laureatem Nagrody im. Bolesława Michałka za najlepszą książkę filmową roku 2013 za Kino nowej pamięci. Obraz II wojny światowej w kinie polskim lat 60.

## Publikacje
Autor:
- Myślenie mityczne w pedagogice (w świetle koncepcji mitu Ernsta Cassirera), Bydgoszcz 1997
- Zapomniani bohaterowie. O bohaterach filmowych polskiego socrealizmu, Warszawa 2000
- Piękny sen pedagoga. Literackie i filmowe portrety świata edukacji, Kraków 2005
- Pęknięty monolit. Konteksty polskiego kina socrealistycznego, Bydgoszcz 2005
- Spektakl i ideologia. Szkice o filmowych wyobrażeniach śmierci heroicznej, Kraków 2006
- Kino nowej pamięci. Obraz II wojny światowej w kinie polskim lat 60., Bydgoszcz 2013

Redaktor i współredaktor prac zbiorowych:
- (z Andrzejem M. de Tchorzewskim) Sens życia, sens wychowania. Dylematy człowieka przełomu wieków, 2001
- (z Waldemarem Kuligowskim) Edukacja w świecie kultury popularnej, 2002
- (z Waldemarem Kuligowskim) Śmierć jako norma, śmierć jako skandal, 2004
- (z Darią Mazur) Kino polskie wobec umierania i śmierci, 2005
- Filmowe zwierciadła Europy, 2006